# Ronde van Gelderland
Ronde van Gelderland war ein niederländisches Eintagesrennen im Frauenradsport und wurde erstmals 2003 rund um Apeldoorn, Provinz Gelderland ausgetragen. Ab 2011 war das Rennen Teil des UCI-Straßenradsport-Kalenders der Frauen und in der Kategorie 1.2 eingestuft. Es wurde vom Apeldoonse Ren- & Toeristenvereniging organisiert.
Ursprünglich wurde das Rennen als Wettbewerb für Männer 1957 (Sieger Coen Niesten) zum ersten Mal und 2003 (Sieger Wally Buurstede) letztmalsausgetragen.

## Siegerinnen
| Jahr | Erster               | Zweiter              | Dritter           |
| ---- | -------------------- | -------------------- | ----------------- |
| 2003 | Yvonne Brunen        | Leontien van Moorsel | Vera Koedooder    |
| 2004 | Leontien van Moorsel | Mirjam Melchers      | Arenda Grimberg   |
| 2005 | Suzanne de Goede     | Tanja Hennes         | Kirsten Wild      |
| 2006 | Bertine Spijkerman   | Tanja Hennes         | Mirjam Melchers   |
| 2007 | Marianne Vos         | Ina-Yoko Teutenberg  | Loes Markerink    |
| 2008 | Anne Samplonius      | Eva Lutz             | Andrea Bosman     |
| 2009 | Ina-Yoko Teutenberg  | Rochelle Gilmore     | Emma Johansson    |
| 2010 | Kirsten Wild         | Rochelle Gilmore     | Kirsty Broun      |
| 2011 | Ina-Yoko Teutenberg  | Kirsten Wild         | Rochelle Gilmore  |
| 2012 | Suzanne de Goede     | Chantal Blaak        | Megan Guarnier    |
| 2013 | Kirsten Wild         | Giorgia Bronzini     | Chloe Hosking     |
| 2014 | Kirsten Wild         | Jolien D’Hoore       | Melissa Hoskins   |
| 2015 | Kirsten Wild         | Lucy Garner          | Barbara Guarischi |
| 2016 | Katarzyna Niewiadoma | Natalie van Gogh     | Lieselot Decroix  |